# Orthobula yaginumai
Orthobula yaginumai is een spinnensoort uit de familie van de Trachelidae.
De wetenschappelijke naam van de soort werd in 1977 gepubliceerd door Norman Ira Platnick.